# Ol'ga Fëdorovna Berggol'c
Ol'ga Fëdorovna Berggol'c in russo Ольга Фёдоровна Берггольц? (San Pietroburgo, 16 maggio 1910 – Leningrado, 13 novembre 1975) è stata una poetessa sovietica.
Figlia di un medico di fabbrica, esordisce giovanissima, a quindici anni, pubblicando versi e racconti per case editrici specializzate in letteratura per ragazzi. Nel 1934 esce la sua prima raccolta di liriche Stichotvorenija (Poesie) e viene accolta nell’Unione degli Scrittori. Gli anni della guerra le ispirano alcuni intensi poemi tra cui Leningradskaja poema (Poema di Leningrado, 1942) e il dramma Oni žili v Leningrade (Vivevano a Leningrado), scritto in collaborazione con Georgij Makogonenko, con cui realizza anche la sceneggiatura del film Leningradskaja simfonija (Sinfonia di Leningrado, 1945), contenente documenti e filmati raccolti dal 1942 al 1944. Nel 1959 conclude la prima parte del suo romanzo-confessione Dnevnye zvëzdy (Stelle diurne), alla cui stesura si era dedicata a partire dal 1939, forse la sua opera più complessa e ambiziosa, rimasta incompiuta.
Olga Berggol'c lavorò alla radio di Leningrado durante i 900 giorni dell'assedio della città, incitando alla resistenza il popolo sovietico ed incoraggiando i concittadini affamati e depressi con i suoi discorsi radiofonici. I suoi pensieri ed impressioni sul periodo dell'invasione nazista si ritrovano nelle opere che scrisse, come Diario di febbraio (1942); Quaderno leningradese (1943); Ricordi dei difensori (1944); Stalingrado (1952). Scrisse anche la tragedia in versi Fedeltà (1954). I suoi diari personali verranno pubblicato solo nel 1990-91 col titolo Dai diari 1939-1942.

## Opere
- Diario di febbraio (Fevral'skij dnevnik, 1942)
- Poema di Leningrado (Leningradskaja poėma, 1942)
- Quaderno leningradese (1943)
- Ricordi dei difensori (1944)
- Stalingrado (1952)
- Fedeltà (Vernost', 1954)
- Dai diari 1939-1942 (Iz dnevnikov 1939-1942 godov, 1990-1991)